# François-Pierre Huon de Kermadec
François Pierre Huon de Kermadec, dit le « chevalier Huon », né le 1er mars 1727 à Brest, où il est mort le 15 mai 1787, est un officier de marine français du XVIIIe siècle. Il sert dans la Marine royale à Brest (Finistère) pendant les trois grands conflits du XVIIIe siècle et prend sa retraite avec le grade de chef d'escadre.

## Biographie

### Origines et famille
François Pierre Huon de Kermadec est issu d'une ancienne famille de la noblesse bretonne.

Il est le fils de Vincent Huon de Kermadec, capitaine des vaisseaux du roi, et de Marie Françoise de Lesguen.

### Guerre de succession d'Autriche
François Pierre Huon de Kermadec entre dans la Marine royale alors que le royaume de France est engagé dans la guerre de Succession d'Autriche. Garde de la Marine en 1745, il embarque sur La Panthère, commandée par Alain-François Le Borgne de Keruzoret et est fait prisonnier dès sa première campagne après un combat de trois heures contre un vaisseau de 60 canons. Échangé quelques mois après, il est attaché en 1747 à l'escadre d'Hubert de Brienne de Conflans. Il combat le long de la côte de Saint-Domingue contre une escadre anglaise. Il passe ensuite sur Le Tonnant monté par le marquis de L'Estenduère, chef d'escadre, qui appareille de la rade de l'île d'Aix le 10 octobre 1747 avec huit autres vaisseaux, escortant deux cent cinquante navires marchands. 

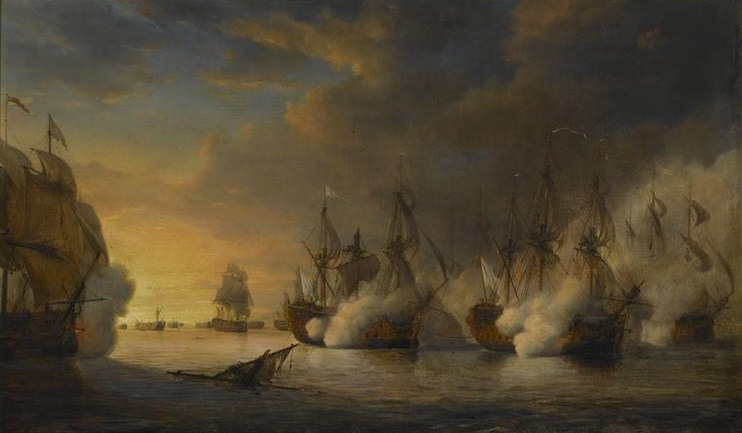
Le Tonnant secouru par l'Intrépide lors de la bataille du Cap Finisterre (octobre 1747). Tableau par Pierre Julien Gilbert

Bien qu'attaquée à sa sortie par l'amiral Hawke avec vingt-trois vaisseaux de ligne, l'escadre française parvient à sauver tout son convoi. Cependant, Le Tonnant a combattu successivement contre quatorze vaisseaux et à deux reprises différentes contre cinq et même six à la fois. Il a envoyé à l'ennemi mille huit cent quarante deux boulets, dix mille coups de fusil, tandis que l'escadre anglaise n'a tiré sur lui que quatre mille boulets dont il en a reçu huit cents soit dans mâture soit dans la coque. Le Tonnant a toutes ses manœuvres dans un tel délabrement qu'il ne peut regagner Brest que remorqué par L'Intrépide, commandé par le capitaine de Vaudreuil, qui le seconde glorieusement. Dans cette affaire où l'on combat pendant une journée entière, souvent à portée de pistolet, et où, d'après le rapport de L'Estenduère, « on ne peut rien ajouter à la valeur et à l'intrépidité des officiers et des gardes du pavillon », le chevalier Huon a le bras gauche cassé à l'épaule. Il est promu au grade d'enseigne de vaisseau en guise de récompense pour sa blessure.

### Guerre de sept ans
En 1755, il embarque sur le Dauphin Royal dans l'escadre que Dubois de La Motte est chargé de conduire vers le Canada. Cette escadre, après avoir été attaquée par la flotte de l'amiral Boscawen, parvient à s'échapper à la faveur d'un brouillard épais et relâche à l'île Royale. 
Promu au grade de lieutenant de vaisseau en 1756, au début de la guerre de Sept Ans, il se trouve, en 1759, à bord du Magnifique, commandé par Bigot de Morogues, dans l'armée du maréchal de Conflans qui est défaite le 20 novembre au large du Croisic, lors de la bataille des Cardinaux. Après avoir soutenu pendant une heure l'attaque de trois vaisseaux anglais, son commandant réussit à les décrocher et à ramener Le Magnifique à l'île d'Aix. 
François Huon de Kermadec est fait Chevalier de Saint-Louis en 1760 puis promu capitaine de frégate en 1771 et capitaine de vaisseau en 1772. Le chevalier Huon commande en 1774 la frégate La Diligente en croisière au large de Saint-Domingue, et, alors qu'il retourne en France, il s'empare d'un bâtiment interlope après lui avoir donné chasse.

### Guerre d'indépendance américaine
La reconnaissance par la France de l'indépendance des États-Unis d'Amérique ayant rallumé la guerre avec la Grande-Bretagne, des préparatifs énormes sont faits à Brest pour se rendre dans la Manche et y chercher les forces anglaises. Le chevalier Huon, capitaine de pavillon sur le vaisseau La Couronne, monté par le lieutenant général du Chaffault, dans la flotte du comte d'Orvilliers, est présent le 27 juillet 1778 au combat d'Ouessant, au cours duquel La Couronne est l'un des vaisseaux les plus engagés. Du Chaffault, son fils, et le commandant Huon de Kermadec y sont blessés par des éclats de mitraille. Il s'agit du dernier combat auquel Huon assiste. En 1781, après une campagne à destination de Cadix, au cours de laquelle il commande le vaisseau le Bien-Aimé, et pendant laquelle il est nommé brigadier des armées navales, il est obligé en raison de sa mauvaise santé de quitter le service. Il prend sa retraite en 1784 avec les provisions de chef d'escadre et une sur le trésor royal.

Il meurt à Brest le 15 mai 1787, âgé d'environ soixante et un ans.

## Sources et bibliographie
- Prosper Levot, Biographie bretonne : recueil de notices sur tous les Bretons qui…, vol. 1, Cauderan, 1852, p 926, 981 pages, [lire en ligne]